# Le Fabricant de diamants
L'Habit ne fait pas Lemoine ou Fabricant de diamants va ser una pel·lícula de comèdia muda francesa de 1908 dirigida per Georges Méliès.

## Trama
Un estafador està treballant al seu laboratori, on pretén fer diamants sintètics. El visiten nombrosos clients enfadats que han descobert l'engany, així com el president d'una empresa sud-africana de mineria de diamants, que observa com el defraudador treballa i se li obsequia amb una agulla de corbata de diamant per la seva corbata. Els policies porten l'estafador al judici, però durant el caos del cas judicial, capgira els seus oponents i escapa per una finestra. Es produeix una persecució abans que l'estafador de diamants falsos sigui finalment atrapat i empresonat.

## Producció i llançament
Com va assenyalar l'historiador del cinema Georges Sadoul, la pel·lícula parodia la carrera de Henri Lemoine, un enginyer que havia enganyat el comerciant de diamants De Beers fent-li creure que havia inventat un procés per fer diamants sintètics.
La pel·lícula va ser llançada per la Star Film Company de Méliès i està numerada 1116–1123 als seus catàlegs, on es va anunciar com a vue d'actualité satirique. Actualment es presumeix que la pel·lícula és perduda.